# Liste des matchs de l'équipe de Madagascar de football par adversaire
Cette liste présente les matchs de l'équipe de Madagascar de football par adversaire rencontré.
- Haut – A
- B
- C
- D
- E
- F
- G
- H
- I
- J
- K
- L
- M
- N
- O
- P
- Q
- R
- S
- T
- U
- V
- W
- X
- Y
- Z

## A

### Afrique du Sud
Confrontations entre l'Afrique du Sud et de Madagascar :
|   | Date             | Lieu           | Match                       | Score           | Compétition                         |
| - | ---------------- | -------------- | --------------------------- | --------------- | ----------------------------------- |
| 1 | 4 septembre 1994 | Antananarivo   | Madagascar - Afrique du Sud | 0-1             | Qualifications pour la CAN 1996     |
| 2 | 12 mai 2002      | Durban         | Afrique du Sud - Madagascar | 0-1             | Match amical                        |
| 3 | 21 juillet 2002  | Port Elizabeth | Afrique du Sud - Madagascar | 0-0ap (4-1) tab | Coupe COSAFA 2002 (Quart de finale) |
| 4 | 29 mars 2004     | ?              | Afrique du Sud - Madagascar | 0-2             | Match amical                        |
| 5 | 19 mai 2009      | Kimberley      | Afrique du Sud - Madagascar | 0-1             | Match amical                        |
| 6 | 3 juin 2018      | Pietersburg    | Afrique du Sud - Madagascar | 0-0ap (3-4) tab | Coupe COSAFA 2018 (Quart de finale) |

#### Bilan
- Total de matchs disputés : 6
- Victoires de l'équipe d'Afrique du Sud : 2
- Victoires de l'équipe de Madagascar : 4
- Match nul : 0

### Algérie
Confrontations entre l'équipe d'Algérie de football et l'équipe de Madagascar de football en matchs officiels
|   | Date            | Lieu        | Match                | Score | Compétition    |
| - | --------------- | ----------- | -------------------- | ----- | -------------- |
| 1 | 21 juillet 1965 | Brazzaville | Madagascar - Algérie | 0-1   | Jeux africains |
| 2 | 24 avril 2003   | Amiens      | Algérie -Madagascar  | 0-5   | Match amical   |

#### Bilan
- Total de matchs disputés : 2
- Victoires de l'Algérie :1
- Victoires de l'Madagascar :1

### Angola
Confrontations entre l'Angola et de Madagascar :
|   | Date             | Lieu         | Match               | Score | Compétition                     |
| - | ---------------- | ------------ | ------------------- | ----- | ------------------------------- |
| 1 | 17 août 1990     | Luanda       | Angola - Madagascar | 0-1   | Qualifications pour la CAN 1992 |
| 2 | 28 avril 1991    | Antananarivo | Madagascar - Angola | 0-0   | Qualifications pour la CAN 1992 |
| 3 | 10 octobre 2015  | Antananarivo | Madagascar - Angola | 0-0   |                                 |
| 4 | 3 septembre 2016 | Luanda       | Angola - Madagascar | 1-1   |                                 |
| 5 | 13 août 2017     | Antananarivo | Madagascar - Angola | 0-0   | Qualifications pour la CAN 2018 |
| 6 | 19 août 2017     | Luanda       | Angola - Madagascar | 1-0   | Qualifications pour la CAN 2018 |

#### Bilan
- Total de matchs disputés : 6
- Victoires de l'équipe d'Angola : 1
- Victoires de l'équipe de Madagascar : 1
- Match nul : 4

## B

### Burkina Faso
Confrontations entre le Burkina Faso (Haute-Volta jusqu'en 1984) et de Madagascar :
|   | Date          | Lieu                    | Match                    | Score | Compétition                                                     |
| - | ------------- | ----------------------- | ------------------------ | ----- | --------------------------------------------------------------- |
| 1 | 15 avril 1960 | Tananarive - Madagascar | Madagascar - Haute-Volta | 6-1   | Jeux sportifs de la Communauté Française 1960 (Quart de finale) |

#### Bilan
- Total de matchs disputés : 1
- Victoires de l'équipe de Madagascar : 1

### Burundi

#### Confrontations
Confrontations entre le Burundi et Madagascar :
|   | Date         | Lieu       | Match                | Score | Compétition                              |
| - | ------------ | ---------- | -------------------- | ----- | ---------------------------------------- |
| 1 | 27 juin 2019 | Alexandrie | Madagascar - Burundi | 1-0   | Coupe d'Afrique des nations 2019 (gr. B) |

#### Bilan
Au 3 juillet 2019 :
- Total de matchs disputés : 1
- Victoires du Burundi : 0
- Matchs nuls : 0
- Victoires de Madagascar : 1
- Total de buts marqués par le Burundi : 0
- Total de buts marqués par Madagascar : 1

## C

### Comores

#### Confrontations
Confrontations entre Madagascar et les Comores :
|    | Date             | Lieu                       | Match                | Score | Compétition                                  |
| -- | ---------------- | -------------------------- | -------------------- | ----- | -------------------------------------------- |
| 1  | 21 août 1990     | Antananarivo               | Madagascar - Comores | 1-0   | Jeux des îles de l'océan Indien 1990 (gr. A) |
| 2  | 20 août 1993     | Victoria                   | Madagascar - Comores | 5-0   | Jeux des îles de l'océan Indien 1993 (gr. A) |
| 3  | 7 août 1998      | Saint-Denis                | Madagascar - Comores | 3-0   | Jeux des îles de l'océan Indien 1998 (gr. B) |
| 4  | 14 août 2007     | Antananarivo               | Madagascar - Comores | 3-0   | Jeux des îles de l'océan Indien 2007 (gr. B) |
| 5  | 14 octobre 2007  | Antananarivo               | Madagascar - Comores | 6-2   | Éliminatoires de la Coupe du monde 2010      |
| 6  | 17 novembre 2007 | Moroni                     | Comores - Madagascar | 0-4   | Éliminatoires de la Coupe du monde 2010      |
| 7  | 29 août 2010     | Mahajanga                  | Madagascar - Comores | 1-0   | Match amical                                 |
| 8  | 11 novembre 2017 | Saint-Leu-la-Forêt         | Comores - Madagascar | 1-1   | Match amical                                 |
| 9  | 31 mai 2018      | Polokwane                  | Madagascar - Comores | 1-0   | Match amical                                 |
| 10 | 7 juin 2024      | FNB Stadium                | Madagascar - Comores | 2-1   | Éliminatoires de la Coupe du Monde 2026      |
| 11 | 9 septembre 2024 | Stade Hamadi Aguerbi Rades | Madagascar - Comores | 1-1   | Éliminatoires de la CAN 2025                 |
| 12 | 18 novembre 2024 | Stade El Hociema           | Comores - Madagascar | 1-0   | Éliminatoires de la CAN 2025                 |
| 13 | 15 juin 2025     | Toyota Stadium             | Comores - Madagascar | 1-0   | COSAFA Cup 2025                              |

#### Bilan
Au 17 avril 2019 :
- Total de matchs disputés : 13
- Victoires de Madagascar : 9
- Matchs nuls : 2
- Victoires des Comores : 2
- Total de buts marqués par Madagascar : 28
- Total de buts marqués par les Comores : 5

## F

### France
Confrontations entre la France amateure et Madagascar :
|   | Date          | Lieu         | Match                        | Score | Compétition                         |
| - | ------------- | ------------ | ---------------------------- | ----- | ----------------------------------- |
| 1 | 17 avril 1960 | Antananarivo | Madagascar - France amateure | 0-1   | Jeux de l'Amitié 1960 (Demi-finale) |
| 2 | 20 avril 1960 | Dakar        | Madagascar - France amateure | 1-4   | Jeux de l'Amitié 1963               |

#### Bilan
- Victoires de l'équipe de France amateure : 2

## G

### Guinée

#### Confrontations
Confrontations entre la Guinée et Madagascar :
|   | Date         | Lieu         | Match               | Score | Compétition                                                  |
| - | ------------ | ------------ | ------------------- | ----- | ------------------------------------------------------------ |
| 1 | 27 mars 2011 | Antananarivo | Madagascar - Guinée | 1-1   | Qualifications à la Coupe d'Afrique des nations 2012 (gr. B) |
| 2 | 5 juin 2011  | Conakry      | Guinée - Madagascar | 4-1   | Qualifications à la Coupe d'Afrique des nations 2012 (gr. B) |
| 3 | 22 juin 2019 | Alexandrie   | Guinée - Madagascar | 2-2   | Coupe d'Afrique des nations 2019 (gr. B)                     |

#### Bilan
Au 24 juin 2019 :
- Total de matchs disputés : 3
- Victoires de la Guinée : 1
- Matchs nuls : 2

### Guinée équatoriale
Confrontations entre la Guinée équatoriale et Madagascar :
|   | Date             | Lieu         | Match                           | Score | Compétition                                |
| - | ---------------- | ------------ | ------------------------------- | ----- | ------------------------------------------ |
| 1 | 11 novembre 2011 | Malabo       | Guinée équatoriale - Madagascar | 2-0   | Qualifications pour la Coupe du monde 2014 |
| 2 | 15 novembre 2011 | Antananarivo | Madagascar - Guinée équatoriale | 2-1   | Qualifications pour la Coupe du monde 2014 |
| 3 | 13 octobre 2018  | Bata         | Guinée équatoriale - Madagascar | 0-1   | Qualifications pour la CAN 2019            |
| 4 | 16 octobre 2018  | Antananarivo | Madagascar - Guinée équatoriale | 1-0   | Qualifications pour la CAN 2019            |

#### Bilan
- Total de matchs disputés : 4
- Victoires de la Guinée équatoriale : 1
- Victoires de l'équipe de Madagascar : 3

## M

### Maldives

#### Confrontations
Confrontations entre les Maldives et Madagascar :
|   | Date        | Lieu        | Match                 | Score | Compétition                                  |
| - | ----------- | ----------- | --------------------- | ----- | -------------------------------------------- |
| 1 | 4 août 2015 | Saint-André | Madagascar - Maldives | 4-0   | Jeux des îles de l'océan Indien 2015 (gr. A) |

#### Bilan
Au 6 avril 2019 :
- Total de matchs disputés : 1
- Victoires de Madagascar : 1
- Total de buts marqués par les Maldives : 0
- Total de buts marqués par Madagascar : 4

### Maurice
|  | Date              | Lieu                     | Match                | Score         | Compétition                                   |
|  | ----------------- | ------------------------ | -------------------- | ------------- | --------------------------------------------- |
|  | juillet 1947      | ? - Madagascar           | Madagascar - Maurice | 7-2           | Tournoi triangulaire                          |
|  | juillet 1948      | ? - Maurice              | Madagascar - Maurice | 1-3           | Tournoi triangulaire                          |
|  | juillet 1949      | ? - La Réunion           | Maurice - Madagascar | 3-4           | Tournoi triangulaire                          |
|  | juillet 1950      | ? - Madagascar           | Madagascar - Maurice | 5-1           | Tournoi triangulaire                          |
|  | juillet 1951      | Maurice                  | Maurice - Madagascar | 1-4           | Tournoi triangulaire                          |
|  | 31 juillet 1952   | ? - La Réunion           | Maurice - Madagascar | 0-2           | Tournoi triangulaire                          |
|  | 20 juillet 1953   | ? - Madagascar           | Madagascar - Maurice | 2-1           | Tournoi triangulaire                          |
|  | 14 juillet 1954   | ? - Maurice              | Maurice - Madagascar | 0-1           | Tournoi triangulaire                          |
|  | 14 juillet 1955   | ? - La Réunion           | Maurice - Madagascar | 1-2           | Tournoi triangulaire                          |
|  | 8 juillet 1956    | ? - Madagascar           | Maurice - Madagascar | 3-3           | Tournoi triangulaire                          |
|  | 24 octobre 1957   | Maurice                  | Maurice - Madagascar | 0-2           | Tournoi triangulaire                          |
|  | 23 octobre 1958   | ? - La Réunion           | Maurice - Madagascar | 2-3           | Tournoi triangulaire                          |
|  | 18 septembre 1963 | ?                        | Maurice - Madagascar | 1-1           | Tournoi triangulaire                          |
|  | 15 novembre 1970  | ?                        | Madagascar - Maurice | 2-1           | Qualifications pour la CAN 1972               |
|  | 29 novembre 1970  | Maurice                  | Maurice - Madagascar | 0-1           | Qualifications pour la CAN 1972               |
|  | 28 mars 1971      | ?                        | Madagascar - Maurice | 3-0           | Match amical                                  |
|  | 27 juin 1971      | ?                        | Madagascar - Maurice | 1-1           | Match amical                                  |
|  | 14 septembre 1980 | ?                        | Madagascar - Maurice | 0-0           | Qualifications pour la CAN 1982               |
|  | 28 septembre 1980 | Maurice                  | Maurice - Madagascar | 1-1           | Qualifications pour la CAN 1982               |
|  | 14 juillet 1981   | ? - La Réunion           | Maurice - Madagascar | 0-0           | Coupe de l'Océan Indien                       |
|  | 10 juillet 1983   | ? - La Réunion           | Maurice - Madagascar | 1-1           | Tournoi de l'Océan Indien                     |
|  | 29 août 1985      | ? - Maurice              | Maurice - Madagascar | 0-1           | Jeux des îles de l'océan Indien 1985          |
|  | 5 avril 1987      | ?                        | Madagascar - Maurice | 2-1           | Qualification pour les Jeux africains de 1987 |
|  | 19 avril 1987     | ? - Maurice              | Maurice - Madagascar | 2-1 (3-5 tab) | Qualification pour les Jeux africains de 1987 |
|  | 30 août 1990      | ?                        | Madagascar - Maurice | 5-1           | Jeux des îles de l'océan Indien 1990          |
|  | 24 août 1993      | Victoria - Seychelles    | Maurice - Madagascar | 1-2           | Jeux des îles de l'océan Indien 1993          |
|  | 25 mai 1996       | ? - Maurice              | Madagascar - Maurice | 0-0           | Match amical                                  |
|  | 13 août 1998      | Saint-Denis - La Réunion | Madagascar - Maurice | 2-0ap         | Jeux des îles de l'océan Indien 1998          |
|  | 20 juin 2000      | Antananarivo             | Madagascar - Maurice | 1-1           | Match amical                                  |
|  | 24 juin 2000      | Antananarivo             | Madagascar - Maurice | 1-0           | Match amical                                  |
|  | 16 mars 2002      | Pamplemousses - Maurice  | Maurice - Madagascar | 2-3           | Coupe COSAFA 2002                             |
|  | 12 octobre 2002   | Flacq - Maurice          | Maurice - Madagascar | 0-1           | Qualifications pour la CAN 2004               |
|  | 22 février 2003   | Antananarivo             | Madagascar - Maurice | 2-1           | Coupe COSAFA 2003                             |
|  | 6 juillet 2003    | Antananarivo             | Madagascar - Maurice | 4-2           | Qualifications pour la CAN 2004               |
|  | 30 août 2003      | Curepipe - Maurice       | Maurice - Madagascar | 1-2           | Jeux des îles de l'océan Indien 2003          |
|  | 26 février 2005   | Curepipe - Maurice       | Maurice - Madagascar | 0-5           | Coupe COSAFA 2005                             |
|  | 23 octobre 2005   | ?                        | Madagascar - Maurice | 2-0           | Match amical                                  |
|  | 9 mars 2008       | Curepipe - Maurice       | Maurice - Madagascar | 1-2           | Match amical                                  |
|  | 23 juillet 2008   | Witbank                  | Madagascar - Maurice | 2-1           | Coupe COSAFA 2008                             |
|  | 8 août 2015       | Le Port - La Réunion     | Maurice - Madagascar | 1-3           | Jeux des îles de l'océan Indien 2015          |

#### Bilan
- Total de matchs disputés : 40
- Victoires de l'équipe de Maurice : 0
- Victoires de l'équipe de Madagascar : 31
- Match nul : 9

### Mayotte
|   | Date            | Lieu                      | Match                | Score | Compétition                          |
| - | --------------- | ------------------------- | -------------------- | ----- | ------------------------------------ |
| 1 | 19 juillet 2007 | ?                         | Madagascar - Mayotte | 2-2   | Match amical                         |
| 2 | 16 août 2007    | Antananarivo              | Madagascar - Mayotte | 4-0   | Jeux des îles de l'océan Indien 2007 |
| 3 | 16 juin 2009    | ?                         | Madagascar - Mayotte | 2-0   | Match amical                         |
| 4 | 12 juillet 2009 | ? - Mayotte               | Mayotte - Madagascar | 2-2   | Match amical                         |
| 5 | 20 août 2010    | ? - Mayotte               | Mayotte - Madagascar | 0-0   | Match amical                         |
| 6 | 4 août 2011     | Praslin - Seychelles      | Madagascar - Mayotte | 1-1   | Jeux des îles de l'océan Indien 2011 |
| 7 | 2 août 2015     | Saint-Pierre - La Réunion | Madagascar - Mayotte | 1-1   | Jeux des îles de l'océan Indien 2015 |

#### Bilan
- Total de matchs disputés : 7
- Victoires de l'équipe de Madagascar : 4
- Match nul : 3

### Mozambique
Confrontations entre le Mozambique et Madagascar :
|   | Date            | Lieu          | Match                   | Score | Compétition                                |
| - | --------------- | ------------- | ----------------------- | ----- | ------------------------------------------ |
| 1 | 18 avril 2004   | Maputo        | Mozambique - Madagascar | 2-0   | Coupe COSAFA 2004                          |
| 2 | 15 juin 2008    | Antananarivo  | Madagascar - Mozambique | 1-1   | Qualifications pour la Coupe du monde 2010 |
| 3 | 22 juin 2008    | Maputo        | Mozambique - Madagascar | 3-0   | Qualifications pour la Coupe du monde 2010 |
| 4 | 30 juillet 2008 | Bushbuckridge | Mozambique - Madagascar | 2-1   | Coupe COSAFA 2008 (Demi-finale)            |

#### Bilan
- Total de matchs disputés : 4
- Victoires du Mozambique : 3
- Match nul : 1

## N

### Nigeria

#### Confrontations
Confrontations entre le Nigeria et Madagascar :
|   | Date             | Lieu         | Match                | Score | Compétition                              |
| - | ---------------- | ------------ | -------------------- | ----- | ---------------------------------------- |
| 1 | 7 octobre 2000   | Antananarivo | Madagascar - Nigeria | 0-0   | Qualifications pour la CAN 2002 (gr. 1)  |
| 2 | 2 juin 2001      | Benin City   | Nigeria - Madagascar | 1-0   | Qualifications pour la CAN 2002 (gr. 1)  |
| 3 | 5 septembre 2010 | Calabar      | Nigeria - Madagascar | 2-0   | Qualifications pour la CAN 2012 (gr. B)  |
| 4 | 4 septembre 2011 | Antananarivo | Madagascar - Nigeria | 0-2   | Qualifications pour la CAN 2012 (gr. B)  |
| 5 | 30 juin 2019     | Alexandrie   | Madagascar - Nigeria | 2-0   | Coupe d'Afrique des nations 2019 (gr. B) |

#### Bilan
Au 30 juin 2019 :
- Total de matchs disputés : 5
- Victoires du Nigeria : 3
- Matchs nuls : 1
- Victoires de Madagascar : 1
- Total de buts marqués par le Nigeria : 5
- Total de buts marqués par Madagascar : 2

## R

### République centrafricaine
Confrontations entre la République centrafricaine et Madagascar :
|   | Date            | Lieu         | Match                                  | Score | Compétition                             |
| - | --------------- | ------------ | -------------------------------------- | ----- | --------------------------------------- |
| 1 | 10 octobre 2015 | Antananarivo | Madagascar - République centrafricaine | 3-0   | Éliminatoires de la Coupe du monde 2018 |
| 2 | 13 octobre 2015 | Antananarivo | Madagascar - République centrafricaine | 2-2   | Éliminatoires de la Coupe du monde 2018 |
| 3 | 24 mars 2016    | Antananarivo | Madagascar - République centrafricaine | 1-1   | Qualifications pour la CAN 2017         |
| 4 | 28 mars 2016    | Bangui       | République centrafricaine - Madagascar | 2-1   | Qualifications pour la CAN 2017         |

#### Bilan
Au 19 avril 2019 :
- Total de matchs disputés : 4
- Victoires de la République centrafricaine : 1
- Matchs nuls : 2
- Victoires de Madagascar : 1
- Total de buts marqués par la République centrafricaine : 5
- Total de buts marqués par Madagascar : 7

### République démocratique du Congo et Zaïre

#### Confrontations
Confrontations entre le Zaïre puis la république démocratique du Congo et Madagascar, :
|    | Date             | Lieu         | Match                       | Score           | Compétition                                                          |
| -- | ---------------- | ------------ | --------------------------- | --------------- | -------------------------------------------------------------------- |
| 1  | 18 juillet 1965  | Brazzaville  | Madagascar - Congo Kinshasa | 0-7             | Jeux africains de 1965 (gr. 2)                                       |
| 2  | 16 novembre 1980 | Antananarivo | Madagascar - Zaïre          | 1-1             | Tours préliminaires à la Coupe du monde 1982 (zone Afrique, 2e tour) |
| 3  | 21 décembre 1980 | Kinshasa     | Zaïre - Madagascar          | 3-2             | Tours préliminaires à la Coupe du monde 1982 (zone Afrique, 2e tour) |
| 4  | 28 février 1999  | Antananarivo | Madagascar - RDC            | 3-1             | Qualifications à la Coupe d'Afrique des nations 2000 (gr. 6)         |
| 5  | 11 avril 1999    | Kinshasa     | RDC - Madagascar            | 2-0             | Qualifications à la Coupe d'Afrique des nations 2000 (gr. 6)         |
| 6  | 17 juin 2000     | Antananarivo | Madagascar - RDC            | 3-0             | Tours préliminaires à la Coupe du monde 2002 (zone Afrique, gr. 4)   |
| 7  | 22 avril 2001    | Kinshasa     | RDC - Madagascar            | 1-0             | Tours préliminaires à la Coupe du monde 2002 (zone Afrique, gr. 4)   |
| 8  | 29 juillet 2007  | Antananarivo | Madagascar - RDC            | 0-0             | Match amical                                                         |
| 9  | 14 juin 2015     | Kinshasa     | RDC - Madagascar            | 2-1             | Qualifications à la Coupe d'Afrique des nations 2017 (gr. B)         |
| 10 | 5 juin 2016      | Antananarivo | Madagascar - RDC            | 1-6             | Qualifications à la Coupe d'Afrique des nations 2017 (gr. B)         |
| 11 | 7 juillet 2019   | Alexandrie   | Madagascar - RDC            | 2-2 (tab : 4-2) | Coupe d'Afrique des nations 2019 (1/8 de finale)                     |

#### Bilan
Au 8 juillet 2019 :
- Total de matchs disputés : 11
- Victoires de la république démocratique du Congo : 6
- Matchs nuls : 3
- Victoires de Madagascar : 2
- Total de buts marqués par la république démocratique du Congo : 25
- Total de buts marqués par Madagascar : 13

### La Réunion
Confrontations entre La Réunion et Madagascar :
|    | Date        | Lieu                      | Match                   | Score | Compétition                          |
| -- | ----------- | ------------------------- | ----------------------- | ----- | ------------------------------------ |
| 1  | 1947        | ? - Madagascar            | Madagascar - La Réunion | 4-2   | Tournoi triangulaire 1947            |
| 2  | 1948        | ? - Maurice               | Madagascar - La Réunion | 2-1   | Tournoi triangulaire 1948            |
| 3  | 1949        | ? - La Réunion            | La Réunion - Madagascar | 1-3   | Tournoi triangulaire 1949            |
| 4  | 1950        | ? - Madagascar            | Madagascar - La Réunion | 2-3   | Tournoi triangulaire 1950            |
| 23 | 6 août 2015 | Saint-Pierre - La Réunion | La Réunion - Madagascar | 1-0   | Jeux des îles de l'océan Indien 2015 |

## S

### Sénégal
Confrontations entre l'équipe du Sénégal de football et l'équipe de Madagascar de football :
|   | Date             | Lieu         | Match                | Score | Compétition                                          |
| - | ---------------- | ------------ | -------------------- | ----- | ---------------------------------------------------- |
| 1 | 13 novembre 2015 | Antananarivo | Madagascar - Sénégal | 2-2   | Qualifications pour la Coupe du monde 2018 (2e tour) |
| 2 | 17 novembre 2015 | Dakar        | Sénégal - Madagascar | 3-0   | Qualifications pour la Coupe du monde 2018 (2e tour) |
| 3 | 9 septembre 2018 | Antananarivo | Madagascar - Sénégal | 2-2   | Qualifications pour la CAN 2019 (2e tour)            |
| 4 | 23 mars 2019     | Thiès        | Sénégal - Madagascar | 2-0   | Qualifications pour la CAN 2019 (2e tour)            |

#### Bilan
- Total de matchs disputés : 4
- Victoires de l'équipe du Sénégal : 2
- Match nul : 2

### Seychelles
|   | Date            | Lieu                     | Match                   | Score | Compétition                          |
| - | --------------- | ------------------------ | ----------------------- | ----- | ------------------------------------ |
| 1 | 28 août 1985    | Saint-Pierre, La Réunion | Seychelles - Madagascar | 0-1   | Jeux des îles de l'océan Indien 1985 |
| 2 | 18 juin 1987    | Madagascar               | Madagascar - Seychelles | 2-0   | Tournoi de Madagascar                |
| 3 | 27 août 1990    | Antananarivo             | Madagascar - Seychelles | 6-0   | Jeux des îles de l'océan Indien 1990 |
| 4 | 26 août 1993    | Victoria, Seychelles     | Seychelles - Madagascar | 1-2   | Jeux des îles de l'océan Indien 1993 |
| 5 | 11 août 1998    | Saint-Pierre, La Réunion | Madagascar - Seychelles | 5-2   | Jeux des îles de l'océan Indien 1998 |
| 6 | 28 août 2003    | Curepipe, Maurice        | Madagascar - Seychelles | 1-1   | Jeux des îles de l'océan Indien 2003 |
| 7 | 29 avril 2007   | Maputo, Mozambique       | Madagascar - Seychelles | 5-0   | Coupe COSAFA 2007                    |
| 8 | 21 juillet 2008 | Witbank, Afrique du Sud  | Madagascar - Seychelles | 1-1   | Coupe COSAFA 2008                    |

### Soudan
|  | Date             | Lieu         | Match               | Score | Compétition                                  |
|  | ---------------- | ------------ | ------------------- | ----- | -------------------------------------------- |
|  | 7 mai 1972       | Khartoum     | Soudan - Madagascar | 3-0   | Qualifications pour les Jeux olympiques 1972 |
|  | 9 juin 2017      | El Obeid     | Soudan - Madagascar | 1-3   | Qualifications pour la CAN 2019              |
|  | 18 novembre 2018 | Antananarivo | Madagascar - Soudan | 1-3   | Qualifications pour la CAN 2019              |

## T

### Tunisie

#### Confrontations
Confrontations entre la Tunisie et Madagascar :
|   | Date            | Lieu         | Match                | Score | Compétition                                                        |
| - | --------------- | ------------ | -------------------- | ----- | ------------------------------------------------------------------ |
| 1 | 3 août 1987     | Nairobi      | Madagascar - Tunisie | 3-0   | Jeux africains de 1987 (gr. 1)                                     |
| 2 | 8 juillet 2000  | Tunis        | Tunisie - Madagascar | 1-0   | Tours préliminaires à la Coupe du monde 2002 (zone Afrique, gr. 4) |
| 3 | 5 mai 2001      | Antananarivo | Madagascar - Tunisie | 0-2   | Tours préliminaires à la Coupe du monde 2002 (zone Afrique, gr. 4) |
| 4 | 11 juillet 2019 | Le Caire     | Madagascar - Tunisie | 0-3   | Coupe d'Afrique des nations 2019 (quart de finale)                 |

#### Bilan
Au 13 juillet 2019 :
- Total de matchs disputés : 4
- Victoires de la Tunisie : 3
- Matchs nuls : 0
- Victoires de Madagascar : 1
- Total de buts marqués par la Tunisie : 6
- Total de buts marqués par Madagascar : 3